# Ignacy (Dimow)
Ignacy, imię świeckie Iwan Radionow Dimow (ur. 10 maja 1938 w Kiriłowie) – bułgarski biskup prawosławny.

## Życiorys
W 1956 rozpoczął naukę w seminarium duchownym w Sofii, które ukończył pięć lat później. W 1963 podjął studia teologiczne w Akademii Duchownej św. Klemensa z Ochrydy w Sofii. Dyplom Akademii uzyskał w 1967. Pracował jako psalmista w cerkwi Narodzenia Pańskiego w Szipce, następnie zaś do 1974 – w różnych instytucjach metropolii starozagorskiej. Od 1974 do 1976 kontynuował studia teologiczne w Moskiewskiej Akademii Duchownej. 14 września 1976 w monasterze św. Mikołaja w Mygliżu złożył wieczyste śluby mnisze przed metropolitą Pankracym, przyjmując imię Ignacy. Ten sam hierarcha 29 września 1976 wyświęcił go na hierodiakona, zaś 1 listopada – na hieromnicha. W 1977 otrzymał godność archimandryty. Od lutego 1980 do wiosny 1981 kontynuował kształcenie teologiczne oraz uczył się języków obcych w Ratyzbonie. Od lutego do czerwca 1988 był przełożonym Monasteru Trojańskiego. 
29 czerwca 1988 w soborze św. Aleksandra Newskiego w Sofii został wyświęcony na biskupa znepolskiego. Od 1988 do 1990 był ponadto rektorem seminarium duchownego w Sofii. Następnie przez rok był biskupem pomocniczym eparchii wraczańskiej, zaś od 1991 do 1994 – eparchii płowdiwskiej. W wymienionym roku przejął zarząd eparchii wraczańskiej z powodu odejścia jej ordynariusza, metropolity Kalinika do rozłamowego Synodu alternatywnego. W 1998 metropolita Kalinik złożył akt pokuty i wrócił do Bułgarskiego Kościoła Prawosławnego. Eparchia wraczańska została wówczas podzielona na dwie – pleweńską i wraczańską. Zarząd tej drugiej ponownie przejął metropolita Kalinik, metropolita Ignacy natomiast objął pierwszą. 
W styczniu 2012 komisja badająca archiwa tajnych służb komunistycznej Bułgarii podała, że Ignacy (Dimow) był agentem KDS o pseudonimie Nikołow.